# Kleingebiet Ercsi
Das Kleingebiet Ercsi (ungarisch Ercsi kistérség) war bis Ende 2012 eine ungarische Verwaltungseinheit (LAU 1) innerhalb des Komitats Fejér in Mitteltransdanubien. Im Zuge der Verwaltungsreform von 2013 wurden die Gemeinden dem nachfolgenden Kreis Martonvásár (ungarisch Martonvásári járás) zugeordnet, der noch um die Gemeinde Vál aus dem Kleingebiet Bicske vergrößert wurde.
Im Kleingebiet Ercsi lebten Ende des Jahres 2012 auf einer Fläche von 236,65 km² 24.075 Einwohner. Der Verwaltungssitz befand sich in Ercsi.

## Städte (város)
- Ercsi (8.139 Ew.)
- Martonvásár (5.603)

## Gemeinden (község)
Die folgenden vier Gemeinden gehörten zum Kleingebiet Ercsi. Alle Gemeinden haben mehr als 1.000 Einwohner.
| Baracska | Gyúró | Ráckeresztúr | Tordas |

Die Gemeinde Kajászó gehörte bis 2007 zu diesem Kleingebiet, wurde dann jedoch dem Kleingebiet Bicske zugeordnet.